# Форестела (Катанцаро)
Форестела је насеље у Италији у округу Катанцаро, региону Калабрија.
Према процени из 2011. у насељу је живело 60 становника. Насеље се налази на надморској висини од 701 м.